# Juan Bustamante Alonso-Pimentel
El  Coronel Juan Bustamante Alonso-Pimentel (n. 1964 en Valladolid, España), es un militar español nacido en Valladolid. Es profesor de educación física y tiene los títulos de Estado Mayor de España y de Francia. Actualmente es el Jefe de la sección de Comunicación Estratégica (J9) del Mando de Operaciones  (MOPS) del Estado Mayor de la Defensa (EMAD), tras haber terminado su tiempo de mando en el Regimiento de Caballería ESPAÑA N.º 11 (RC "ESPAÑA" Nº11). con sede en Zaragoza, donde fue sustituido por el Coronel de Caballería Jaime Vidal.

## Trayectoria
Antes de ser comandante en Afganistán paso buena parte de su carrera en Madrid. También cubrió distintas misiones de paz en el extranjero, entre las que se encuentran: La misión de la UE en Bosnia (1994) o la misión de la ONU en Eritrea (2005).
En Afganistán pertenecía a la Brigada Aerotransportable. En Afganistán estuvo a cargo de 225 soldados antes de asumir el cargo de jefe de asesoramiento del contingente ASPOR XXXII.
Uno de los mejores talentos que han tenido las FF.AA., amante de su profesión y querido por sus subordinados, tiene dos carreras, 4 idiomas, francés, inglés, italiano prácticamente bilingüe. Curso de Educación Física y varias misiones internacionales. Entre ellas Eritrea, Bosnia o Afganistán.
Ha escrito varios libros, entre ellos " Envíos Afganos" correos escritas a sus familiares y amigos contando sus vivencias en Afganitán con claros toques de humor. 
Para muchos marcó un hito en muchas unidades de Caballería, pero su paso por la Brilat. en Valladolid es aún recordada, aparte de tener los mejores datos de alistamiento, porcentajes ínfimos de bajas laborales y prácticamente 0 cambios de destinos voluntarios hizo que ir a esa Unidad fuése un orgullo diario.
Entre otros hitos organizó la Primera Carrera de Combate, que se desarrolla en la "Base del Empecinado" que aún perdura y es copiada por muchas unidades.
Todos los años hacía pruebas de superación con su Unidad al completo y siempre realizando el primero dicha prueba entre ellas:
-- Paso de Rio Pisuerga a la altura de Cabezón de P.
-- Salto desde un puente al Canal de Castilla con alturas de 5mts.
-- Rappel desde los cortados de la Base.

## Condecoraciones
Juan Bustamente Alonso-Pimentel posee las siguientes condecoraciones, así como otras "propias de sus misiones y edad" correspondiente a la Real y Militar Orden de San Hermenegildo.
- Cruz al Mérito Militar con distintivo blanco.
- Cruz al Mérito Militar con distintivo blanco.

## Artículos escritos
Como Teniente Coronel, Juan Bustamante Alonso-Pimentel ha escrito un artículo de prensa publicado en el diario español El Mundo, llamado «Armed forces, viejos valores», con motivo del desfile de las fuerzas armadas españolas de 2012.
Además, ha publicado un total de 8 artículos en la revista Ejército (publicada por el Ministerio de Defensa de España) y ha colaborado con la obra Riesgos emergentes. Tutela jurídica efectiva y desafíos regulatorios de Fernando González Botija que recoge el Seminario Tutelaw celebrado en 2021 sobre la tutela judicial de las nuevas tecnologías.
| Predecesor: Fernando García González-Valerio | Jefe del MAT 2013 - hoy                                  | Sucesor: en el cargo |
| Predecesor: Rufino Calleja                   | Comandante del «Santiago» I/12 22 de abril de 2011 - hoy | Sucesor: en el cargo |